# أفي
أفي هي كومونا (بلدية) في مقاطعة فيرونا في منطقة فينيتو الإيطالية، وتقع على بعد حوالي 120 كيلومتر (75 ميل) غرب البندقية وحوالي 20 كيلومتر (12 ميل) شمال غرب فيرونا.
وتنقسم البلدية إلى (فرازيوني) من: إنكافي وكاورسا، وكانت إنكافي مكان إقامة الطبيب الإيطالي جيرولامو فراكاستورو ووفاته.
وتتشارك حدودها مع البلديات التالية: باردولينو وكافايون فيرونيزي وكوسترمانو وريفولي فيرونيزي.